# Куп Бугарске у кошарци
Куп Бугарске у кошарци је годишње кошаркашко такмичење у Бугарској. Уведено је 1951. године, а организацијом се бави Кошаркашки савез Бугарске.

## Победници
| - 1951: Спартак Софија - 1952: Академик Софија - 1953: ЦДНА - 1954: Академик Софија - 1955: ЦДНА - 1956: ? - 1957: такмичење није одржано - 1958: такмичење није одржано - 1959: Славија Софија - 1960: такмичење није одржано - 1961: такмичење није одржано - 1962: ЦДНА - 1963: ЦДНА - 1964: Национална спортска академија „Васил Левски“ - 1965: Ботев Бургас - 1966: Локомотив Софија - 1967: Спартак Софија | - 1968: Спартак Софија - 1969: Левски-Спартак Софија - 1970: Балкан Ботевград - 1971: Левски-Спартак Софија - 1972: Левски-Спартак Софија - 1973: ЦСКА Софија - 1974: ЦСКА Софија - 1975: Черноморец - 1976: Левски-Спартак Софија - 1977: ЦСКА Софија - 1978: ЦСКА Софија - 1979: Левски-Спартак Софија - 1980: ЦСКА Софија - 1981: ЦСКА Софија - 1982: Левски-Спартак Софија - 1983: Левски-Спартак Софија - 1984: ЦСКА Софија - 1985: ЦСКА Софија | - 1986: Балкан Ботевград - 1987: Балкан Ботевград - 1988: Балкан Ботевград - 1989: ЦСКА Софија - 1990: ЦСКА Софија - 1991: ЦСКА Софија - 1992: ЦСКА Софија - 1993: Левски Софија - 1994: ЦСКА Софија - 1995: Компакт Димитровград - 1996: Спартак Плевен - 1997: Славија Софија - 1998: Черно море Варна - 1999: Черно море Варна - 2000: Черно море Варна - 2001: Левски Софија - 2002: Лукоил Академик - 2003: Лукоил Академик | - 2004: Лукоил Академик - 2005: ЦСКА Софија - 2006: Лукоил Академик - 2007: Лукоил Академик - 2008: Лукоил Академик - 2009: Левски Софија - 2010: Левски Софија - 2011: Лукоил Академик - 2012: Лукоил Академик - 2013: Лукоил Академик - 2014: Левски Софија - 2015: Черно море Варна - 2016: Рилски Спортист - 2017: Берое - 2018: Рилски Спортист - 2019: Левски Софија |

## Финала (2000—)
| Сезона                | Финале           | Финале   | Финале           |
| --------------------- | ---------------- | -------- | ---------------- |
| Сезона                | Победник         | Резултат | Финалиста        |
| 2000. (Пловдив)       | Черно море Варна | - : -    | Левски Софија    |
| 2001. (Плевен)        | Левски Софија    | 92 : 70  | Черно море Варна |
| 2002. (Велико Трново) | Лукоил Академик  | 97 : 84  | Левски Софија    |
| 2003. (Севлијево)     | Лукоил Академик  | 98 : 73  | Черно море Варна |
| 2004. (Пазарџик)      | Лукоил Академик  | 89 : 74  | ЦСКА Софија      |
| 2005. (Стара Загора)  | ЦСКА Софија      | 86 : 80  | Лукоил Академик  |
| 2006. (Русе)          | Лукоил Академик  | 86 : 81  | Черно море Варна |
| 2007. (Перник)        | Лукоил Академик  | 85 : 75  | Левски Софија    |
| 2008. (Самоков)       | Лукоил Академик  | 102 : 83 | Черно море Варна |
| 2009. (Плевен)        | Левски Софија    | 89 : 81  | Лукоил Академик  |
| 2010. (Јамбол)        | Левски Софија    | 81 : 78  | Рилски Спортист  |
| 2011. (Софија)        | Лукоил Академик  | 81 : 80  | Левски Софија    |
| 2012. (Самоков)       | Лукоил Академик  | 83 : 81  | Левски Софија    |
| 2013. (Варна)         | Лукоил Академик  | 84 : 73  | Левски Софија    |
| 2014. (Софија)        | Левски Софија    | 100 : 97 | Черно море Варна |
| 2015. (Плевен)        | Черно море Варна | 72 : 69  | Лукоил Академик  |
| 2016. (Ботевград)     | Рилски Спортист  | 90 : 80  | Берое            |
| 2017. (Пловдив)       | Берое            | 78 : 62  | Лукоил Академик  |
| 2018. (Велико Трново) | Рилски Спортист  | 89 : 80  | Левски Софија    |
| 2019. (Панађуриште)   | Левски Софија    | 70 : 61  | Берое            |

- У загради поред сезоне се налази град у коме је одржан завршни турнир или финални меч Купа Бугарске.

## Успешност клубова
| Клуб                                         | Победник | Године |
| -------------------------------------------- | -------- | --- |
| ЦСКА Софија                                  | 18       | 1953, 1955, 1962, 1963, 1973, 1974, 1977, 1978, 1980, 1981, 1984, 1985, 1989, 1990, 1991, 1992, 1994, 2005 |
| Левски Софија                                | 13       | 1969, 1971, 1972, 1976, 1979, 1982, 1983, 1993, 2001, 2009, 2010, 2014, 2019                               |
| Лукоил Академик                              | 11       | 1952, 1954, 2002, 2003, 2004, 2006, 2007, 2008, 2011, 2012, 2013                                           |
| Балкан Ботевград                             | 4        | 1970, 1986, 1987, 1988                                                                                     |
| Черно море Варна                             | 4        | 1998, 1999, 2000, 2015                                                                                     |
| Спартак Софија                               | 3        | 1951, 1967, 1968                                                                                           |
| Локомотив Софија                             | 2        | 1956, 1966                                                                                                 |
| Славија Софија                               | 2        | 1959, 1997                                                                                                 |
| Черноморец                                   | 2        | 1965, 1975                                                                                                 |
| Рилски Спортист                              | 2        | 2016, 2018                                                                                                 |
| Национална спортска академија „Васил Левски“ | 1        | 1964 |
| Компакт Димитровград                         | 1        | 1995 |
| Спартак Плевен                               | 1        | 1996 |
| Берое                                        | 1        | 2017 |